# Rocío Aguirre Gil de Biedma
Rocío Aguirre Gil de Biedma (Madrid, 28 de mayo de 1964) es una agente inmobiliaria y política española de Vox, diputada de la xv legislatura de las Cortes Generales por Madrid.

## Biografía
Nació el 28 de mayo de 1964, en la ciudad española de Madrid. Es hermana de la jurista y política Esperanza Aguirre.
Tras realizar estudios en la Universidad Complutense de Madrid, obtuvo la licenciatura en Geografía e Historia, con especialidad en Historia del Arte. Obtuvo una maestría en Administración de Empresas (MBA), por el Instituto de Empresa.

### Trayectoria
Comenzó trabajando por cuenta ajena en la galería de arte Ansorena. Con 28 años, decidió fundar su primera empresa. Posteriormente, dedicó su actividad empresarial a la organización de eventos deportivos culminando con la organización de la Feria Internacional de Golf, Madrid Golf, de 2006 a 2017 en IFEMA y la feria de bicicletas, Unibike, también en IFEMA de 2012 a 2017. En 2015, la Real Federación de golf de Madrid, le concedió la Medalla de Oro al Mérito en golf por su contribución a la difusión y promoción del deporte del golf en la Comunidad de Madrid. En los últimos años ha trabajado como agente inmobiliaria en Madrid.

### Vida política
El 16 de enero de 2024, ingresó como diputada en el Congreso de los Diputados, por el partido Vox, en sustitución de la saliente Carla Toscano.